# Xã Granville, Quận Bradford, Pennsylvania
Xã Granville (tiếng Anh: Granville Township) là một xã thuộc quận Bradford, tiểu bang Pennsylvania, Hoa Kỳ. Năm 2010, dân số của xã này là 950 người.